# Мкртчян, Альпик Рафаелович
Альпик Рафаелович Мкртчян (арм. Ալպիկ Ռաֆայելի Մկրտչյան; 16 февраля 1937 — 22 октября 2019) — советский и армянский физик.
Академик Национальной академии наук Республики Армения (1993, член-корреспондент АН Армянской ССР с 1986), доктор физико-математических наук (1983), профессор (1986). Иностранный член Академии инженерных наук имени А. М. Прохорова.
Заслуженный деятель науки Республики Армения (2007), заслуженный изобретатель Армянской ССР (1984).

## Биография
Родился 16 февраля 1937 года в селе Цахкунк Гехаркуникской области Армянской ССР в семье заслуженного учителя Армянской ССР Рафаела Карапетовича Мкртчяна.

### Образование
В 1954 году с золотой медалью окончил ереванскую среднюю школу № 60 и в этом же году поступил на физический факультет Ереванского государственного университета, который окончил в 1959 году.
В 1961 году поступил в аспирантуру Института химической физики Академии наук СССР в Москве, где в 1966 году защитил кандидатскую диссертацию.
В 1983 году Мкртчян защитил докторскую диссертацию, получив в 1986 году звание профессора. В 1986 году был избран член-корреспондентом, а в 1993 году — действительным членом Академии наук Республики Армении.

### Деятельность
Вернувшись после защиты в Москве кандидатской диссертации в Армению, Альпик Мкртчян начал трудовую деятельность в должности старшего научного сотрудника Института физических исследований Академии наук Армянской ССР.
В 1972—1975 годах он был руководителем Физико-технического центра АН Армянской ССР в городе Горисе; в 1975—1979 годах заведовал отделом проблемной лабораторией Радиационной физики Ереванского государственного университета; в 1979—1980 годах был заместителем директора по научной работе в Институте физики конденсированных сред при этом же университете.
Усилиями А. Р. Мкртчяна в 1980 году был основан Отдел прикладных проблем физики при Академии наук Армянской ССР, который в 1984 году преобразовался в Институт прикладных проблем физики Академии наук Армянской ССР (ИППФ). С этого момента и до 2006 года он руководил ИППФ. С 2006 года является советником директора и одновременно научным руководителем и заведующим отделом ИППФ.
В 2012 году Мкртчяном была основана российско-армянская Международная научно-образовательная лаборатория «Рентгеновская оптика» в Томском политехническом университете (ТПУ) и такая же лаборатория в ИППФ НАН РА.
Профессор кафедры прикладной физики № 12 Физико-технического института ТПУ.
Соавтор многих трудов и трёх изобретений СССР.

## Награды
- Орден Ленина.
- Орден «Знак Почёта».
- Орден «За заслуги перед Отечеством» 1 степени (17 мая 2017) — по случаю Дня Республики, за значительный вклад в сферу науки и образования[4][5].
- Медаль Анании Ширакаци (2003).
- Заслуженный деятель науки Республики Армения (2007).
- Заслуженный изобретатель Армянской ССР (1984).
- Также награждён золотой и серебряной медалями ВДНХ СССР; юбилейной медалью Верховного Патриарха и Католикоса Всех Армян Вазгена I (1980, за заслуги перед армянским народом); серебряной медалью имени Давита Анахта (2008); золотой медалью имени Ю. А. Гагарина (2008); золотой медалью имени Н. Н. Семенова (2011); золотой медалью Министерства образования и науки Армении (2012); золотыми медалями Ереванского государственного университета (2012) и Государственного инженерного университета Армении (2012); золотой медалью имени Георгия Победоносца (2012); золотой медалью Сурб Казанченцоц Аменапркич (2012); золотой медалью имени А. И. Берга (2012, Академии инженерных наук имени А. М. Прохорова).
- Лауреат премии А. С. Прохорова (2009), премии имени И. В. Курчатова (1978, Институт атомной энергии имени И. В. Курчатова) и Евразийской премии (2016).